# ボビー・アダムズ
ボビー・アダムズ（Robert Henry "Bobby" Adams, 1921年12月14日 - 1997年2月13日）は、アメリカ合衆国・カリフォルニア州トゥオルミ出身のプロ野球選手（三塁手・二塁手）。右投右打。

## 経歴

### シンシナティ・レッズ時代
1939年にシンシナティ・レッズへ入団し、ルーキー+級のオグデン・レッズでプレイした。当時はチームでも最年少の17歳だったが、64試合に出場して打率.335と上々の数字を残した。守備では専ら二塁を守り、失策を3個に留めた。
翌1940年も同じくオグデンで二塁手としてプレイし、リーグ2位の打率.356を記録した。
1941年は、A級のコロンビア・レッズの二塁手として、137試合に出場した。打率.348はリーグ4位だったが、195本安打はリーグ1位の数字で、46二塁打もリーグ2位という出色の出来だった。
1942年、当時AA級だったシラキュース・チーフス（現在はAAA級）へと階級を上げ、115試合に出場したが、打率.259と苦戦した。また、セカンドの守備でも36失策を記録し、守備率は自己最低の.937だった。
1943年から1945年の3年間は、軍隊に在籍していたため、マイナーリーグ及びMLBではプレイしていない。
1946年4月16日、本拠地クロスリー・フィールドで行われたシカゴ・カブスとの開幕戦で、9回裏に代打で出場し、メジャーデビューを果たした。その後は2番打者や3番打者として二塁のスタメンを任されるようになり、6月2日のブルックリン・ドジャース戦では6回裏にメジャー初本塁打を放った。シーズンでは94試合に出場し、打率.244・4本塁打・24打点・16盗塁だった。
1947年は、4月の全試合に2番・セカンドで先発出場し、月間打率.305と好調なスタートを切った。その後、6月・7月はスタメンを外れる機会が増え、2か月で僅か11試合出場・3安打に終わるなど低迷したが、8月以降は36試合で打率.330・2本塁打・11打点と復調し、シーズン最終盤には再びセカンドのスタメンを任されるようになった。トータルでは81試合・打率.272・4本塁打・20打点という成績だった。
1948年、主に7番・セカンドで4月の12試合全てに先発出場し、うち11試合で安打を記録。4月は打率.333・出塁率.423・OPS0.956と、前年に続いて幸先の良いスタートとなった。その後、7月に26試合で月間打率.265とやや失速したが大崩れはせず、年間での成績は87試合・打率.298・1本塁打・21打点だった。
1949年は、107試合・打率.253・0本塁打・25打点という成績で、MLBでは自身初めて本塁打なしに終わった。シーズンの前半には代打としての出場も増えたため、先発出場は107試合中63試合だった。また、セカンドだけでなく、14試合でサードの守備も務めた。
1950年、前年と比べて更に三塁を任される機会が増え、二塁を守った試合が53試合、三塁を守った試合が42試合となった。打つ方では、後半戦に61試合で打率.330・2本塁打・18打点と調子を上げ、年間では自己最多の115試合に出場して打率.282・3本塁打・25打点という成績だった。
1951年5月9日、ボストン・ブレーブス（現アトランタ・ブレーブス）戦の8回表に代打で出場し、MLB通算500試合出場を達成。シーズンでは二塁・三塁・代打などをこなして、前年の自己記録を上回る125試合に出場。こちらも自己最多となる107安打を放った。
1952年、シーズンの全試合（154試合）に三塁のスタメンとして出場し、リーグ3位・チームトップとなる180安打を放った。9月に月間打率.196と調子を落としたこともあって打率3割は達成出来なかったが、打点も前年から倍増させるなど、過去最高のシーズンとなった。
1953年は、5月の月間打率が.198、6月の月間打率が.368、そして9月の月間打率が.205とやや波のあるシーズンだったが、150試合でサードとして先発出場し、打率.275・8本塁打・49打点を記録してレギュラーの役割を全うした。本塁打と打点では自己記録を更新した。
1954年も専ら三塁を務めて110試合に出場し、打率.269・3本塁打・23打点だった。また、8月28日のピッツバーグ・パイレーツ戦に出場したことで、MLB通算1,000試合出場を達成した。
1955年、レギュラーシーズン開幕当初は代打を任され、4月に出場した7試合は全て代打での出場だった。当初は快音が聞かれず、5月終了時点では僅かに3本の安打しか記録していなかったが、5月末に三塁のスタメンに返り咲くと徐々に調子が上がり、前半戦終了時点での成績は50試合・打率.297・2本塁打・16打点だった。その後、後半戦が始まって間もない7月26日にシカゴ・ホワイトソックスへの移籍が決まり、アダムズは長年所属したレッズを去ることとなった。

### シカゴ・ホワイトソックス時代
ホワイトックス加入直後は三塁のスタメンとしても起用されたが当たりが出ず、8月以降は先発出場の機会は2試合に留まった。特に9月以降は代走などを中心に起用されたこともあり、移籍後は28試合に出場しながら2安打しか記録出来ず、打率も.095に終わった。
10月18日、カル・エイブラムス外野手とのトレードで、ボルチモア・オリオールズへと移籍することになった。

### ボルチモア・オリオールズ時代
オリオールズに移籍して迎えた1956年のシーズンは、開幕戦で2番・サードとしてスタメンで起用されるなどシーズン当初は先発出場する機会が多々あり、1番・サードとして出場した5月20日のクリーブランド・インディアンス戦では、3回表の第2打席でMLB通算1,000本安打を達成した。しかし、その5月20日終了時点での打率が.202と打撃の調子は上向かず、以降は試合出場の機会も減少した。結果、オリオールズでは41試合に出場して打率.225・0本塁打・7打点という成績で、7月17日に放出された。
また、この年は1942年以来実に14年振りにマイナーリーグでもプレイし、AA級のサンアントニオ・ミッションズで46試合に出場。ここでは二塁を守り、打っては打率.310・6本塁打・23打点と一定水準の成績を残した。

### シカゴ・カブス時代
1957年のシーズンを前にシカゴ・カブスに入団。この年は後半戦にMLBで出番を掴み、主に三塁を守って60試合に出場。成績は、打率.251・1本塁打・10打点だった。
1958年、代打での起用が増え、出場した62試合中先発出場は12試合だった。打撃では96打数27安打・打率.281と一定の結果を残し、守備でも三塁・二塁に加えて、11試合で一塁もこなした。
36歳で迎えた1959年のシーズンは、MLBでの試合出場は4月の3試合のみに終わり、5月12日にカブスを解雇された。

### 現役引退後
5月にカブスを去ってからは、いずれもAAA級に分類される、レッズの傘下・シアトル・レーニアズと、オリオールズの傘下・マイアミ・マーリンズでプレイしたが、合計76試合の出場で打率.227・0本塁打・17打点に終わり、OPSも0.592に留まった。
結果、アダムズは1959年限りで現役を引退。現役引退後もカブスなどでコーチを務め、1973年まで野球に携わり続けた。
1997年2月13日、ワシントン州ギグ・ハーバーにて、75歳で没した。

## 人物
プロ入り当初は主に二塁手だったが、後に三塁を守る機会が増え、MLBのキャリア全体では三塁を652試合、二塁を399試合務めた。
いずれもMLBの選手としてプレイした、ディック・アダムズの弟であり、マイク・アダムズの父である。
レッズ在籍中の1954年5月13日に行われたフィラデルフィア・フィリーズ戦では、1番・サードで先発出場し、1回表、後に殿堂入りを果たす好投手・ロビン・ロバーツから、このシーズンの第1号となる先頭打者本塁打を放ってレッズに先制点をもたらした。ところがその後レッズ打線はロバーツに封じられ、終わってみればアダムズの本塁打以降は出塁すら出来ず、初回に本塁打が出ていなければ完全試合達成、という事態になっていた。

## 詳細情報

### 年度別打撃成績
| 年 度     | 球 団     | 試 合 | 打 席 | 打 数 | 得 点 | 安 打 | 二 塁 打 | 三 塁 打 | 本 塁 打 | 塁 打 | 打 点 | 盗 塁 | 盗 塁 死 | 犠 打 | 犠 飛 | 四 球 | 敬 遠 | 死 球 | 三 振 | 併 殺 打 | 打 率 | 出 塁 率 | 長 打 率 | O P S |
| --------- | --------- | ----- | ----- | ----- | ----- | ----- | -------- | -------- | -------- | ----- | ----- | ----- | -------- | ----- | ----- | ----- | ----- | ----- | ----- | -------- | ----- | -------- | -------- | ----- |
| 1946      | CIN       | 94    | 346   | 311   | 35    | 76    | 13       | 3        | 4        | 107   | 24    | 16    | --       | 14    | --    | 18    | --    | 3     | 32    | 7        | .244  | .292     | .344     | .636  |
| 1947      | CIN       | 81    | 253   | 217   | 39    | 59    | 11       | 2        | 4        | 86    | 20    | 9     | --       | 7     | --    | 25    | --    | 4     | 23    | 2        | .272  | .358     | .396     | .754  |
| 1948      | CIN       | 87    | 294   | 262   | 33    | 78    | 20       | 3        | 1        | 107   | 21    | 6     | --       | 7     | --    | 25    | --    | 1     | 23    | 5        | .298  | .361     | .408     | .770  |
| 1949      | CIN       | 107   | 307   | 277   | 32    | 70    | 16       | 2        | 0        | 90    | 25    | 4     | --       | 5     | --    | 26    | --    | 0     | 36    | 6        | .253  | .317     | .325     | .642  |
| 1950      | CIN       | 115   | 394   | 348   | 57    | 98    | 21       | 8        | 3        | 144   | 25    | 7     | --       | 3     | --    | 43    | --    | 0     | 29    | 2        | .282  | .361     | .414     | .774  |
| 1951      | CIN       | 125   | 450   | 403   | 57    | 107   | 12       | 5        | 5        | 144   | 24    | 4     | 10       | 3     | --    | 43    | --    | 1     | 40    | 6        | .266  | .338     | .357     | .695  |
| 1952      | CIN       | 154   | 694   | 637   | 85    | 180   | 25       | 4        | 6        | 231   | 48    | 11    | 9        | 8     | --    | 49    | --    | 0     | 67    | 15       | .283  | .334     | .363     | .696  |
| 1953      | CIN       | 150   | 678   | 607   | 99    | 167   | 14       | 6        | 8        | 217   | 49    | 3     | 2        | 12    | --    | 58    | --    | 0     | 67    | 7        | .275  | .338     | .357     | .696  |
| 1954      | CIN       | 110   | 454   | 390   | 69    | 105   | 25       | 6        | 3        | 151   | 23    | 2     | 5        | 4     | 2     | 55    | --    | 3     | 46    | 4        | .269  | .362     | .387     | .749  |
| 1955      | CIN       | 64    | 174   | 150   | 23    | 41    | 11       | 2        | 2        | 62    | 20    | 2     | 0        | 2     | 1     | 20    | 1     | 3     | 21    | 3        | .273  | .368     | .413     | .781  |
| 1955      | CWS       | 28    | 25    | 21    | 8     | 2     | 0        | 1        | 0        | 4     | 3     | 0     | 0        | 0     | 0     | 4     | 0     | 0     | 4     | 0        | .095  | .240     | .190     | .430  |
| '55計     | CWS       | 92    | 199   | 171   | 31    | 43    | 11       | 3        | 2        | 66    | 23    | 2     | 0        | 2     | 1     | 24    | 1     | 3     | 25    | 3        | .251  | .352     | .386     | .738  |
| 1956      | BAL       | 41    | 143   | 111   | 19    | 25    | 6        | 1        | 0        | 33    | 7     | 1     | 1        | 5     | 2     | 25    | 0     | 0     | 15    | 1        | .225  | .362     | .297     | .660  |
| 1957      | CHC       | 60    | 211   | 187   | 21    | 47    | 10       | 2        | 1        | 64    | 10    | 0     | 3        | 5     | 0     | 17    | 0     | 2     | 28    | 2        | .251  | .320     | .342     | .663  |
| 1958      | CHC       | 62    | 105   | 96    | 14    | 27    | 4        | 4        | 0        | 39    | 4     | 2     | 0        | 3     | 0     | 6     | 0     | 0     | 15    | 2        | .281  | .324     | .406     | .730  |
| 1959      | CHC       | 3     | 2     | 2     | 0     | 0     | 0        | 0        | 0        | 0     | 0     | 0     | 0        | 0     | 0     | 0     | 0     | 0     | 1     | 0        | .000  | .000     | .000     | .000  |
| MLB：14年 | MLB：14年 | 1281  | 4530  | 4019  | 591   | 1082  | 188      | 49       | 37       | 1479  | 303   | 67    | *30      | 78    | *5    | 414   | *1    | 17    | 447   | 62       | .269  | .340     | .368     | .708  |

- 「-」は記録なし
- 通算成績の「*数字」は、不明年度がある事を示す
- 各年度の太字はリーグ最高

### 背番号
- 12 （1946年 - 1955年）
- 25 （1955年）
- 5 （1956年）
- 7 （1957年）
- 16 （1958年 - 1959年）